# Florence Violet McKenzie
Florencia Violeta McKenzie (apellido de nacimiento Granville; 1890-1982), conocida cariñosamente como "la señora Mac" ("Mrs Mac"), fue la primera mujer ingeniera eléctrica de Australia, fundadora del Cuerpo Femenino de Señalización de Emergencia (Women's Emergency Signalling Corps, WESC) y promotora de la educación técnica para las mujeres durante toda su vida. Hizo campaña con éxito para que algunas de sus discípulas fueran aceptadas en la Armada dando origen al Servicio Femenino de la real Armada de Australia (Women's Royal Australian Naval Service, WRANS). Alrededor de 12.000 militares pasaron por su escuela de instrucción de señales en Sídney, adquiriendo entrenamiento en código Morse y señales visuales (semáforo bandera y Código internacional de señales).
Creó su propio negocio de instalaciones eléctricas en 1918, y se entrenó con el fin de cumplir con los requisitos del Diploma en Ingeniería Eléctrica de la Universidad Técnica de Sídney, y en 1922 fue la primera mujer australiana en obtener la licencia de radioaficionado. Durante los años 1920 y 1930, su "Wireless Shop" en Sídney fue muy conocido entre los radioaficionados. Fundó "The Wireless Weekly" en 1922, organizó la Asociación Eléctrica de Mujeres (Electrical Association for Women) en 1934, y escribió el primer "libro de cocina totalmente eléctrico" en 1936. También mantuvo correspondencia con Albert Einstein en los años de la posguerra.

## Familia y educación
Florencia Violeta McKenzie nació el 28 de septiembre de 1890 en Melbourne, aunque antes de su matrimonio con Cecil McKenzie a la edad de 34 años, era conocida como Violeta Wallace. Otras fuentes citan 1892 como su año de nacimiento. Wallace era el apellido de su padrastro George, quien era un viajante de comercio. Cuando Violeta era bebé, la familia se trasladó a Austinmer, al sur de Sídney.
Desde muy joven, Violeta demostró interés en la electricidad. Como recordó en una entrevista oral en 1979:
Solía jugar alrededor con campanas y zumbadores y cosas de la casa. Mi madre a veces decía "Oh, ven y ayúdame a encontrar algo, es tan oscuro en este armario" - ella no tenía muy buena vista... Así que obtenía una batería y conectaba un interruptor, y cuando ella abriera la puerta del armario una luz se encendería... empecé a jugar con esas cosas.
En la escuela de Thirroul, McKenzie ganó una beca para estudiar en la Sydney Girls' High School. En 1915 aprobó Química I y Geología I en la Universidad de Sídney, y luego se acercó a la Universidad Técnica de Sídney en Ultimo para inscribirse en la diplomatura de Ingeniería Eléctrica. En marzo de 1922 obtuvo ese título. En diciembre de 1923, McKenzie se graduó en la Universidad Técnica de Sídney. Más tarde donó su diploma -el primero de su tipo en Australia otorgado a una mujer- a la colección del Museo de la Central Eléctrica, también en Último.

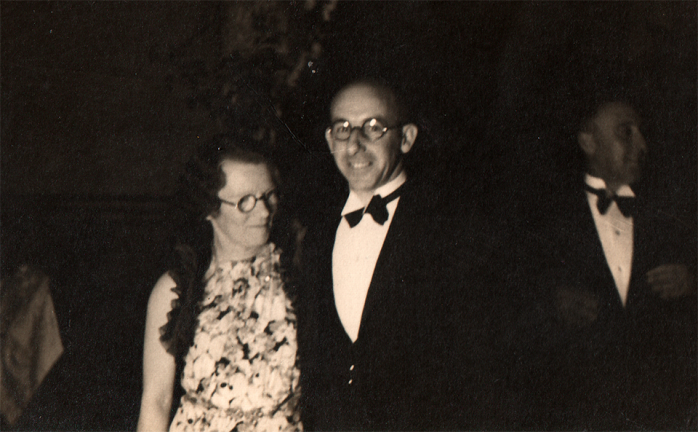
Violet McKenzie y su esposo Cecil McKenzie c1935

Cecil Roland McKenzie era un joven ingeniero eléctrico empleado la Consejo de la Empresa de Electricidad del Condado de Sídney. También él era un entusiasta de la radio, y era uno de los clientes de Violet en la tienda. Se casaron en la iglesia de San Felipe en Auburn en la víspera del Año Nuevo de 1924. Construyeron una casa en el número 26 de la calle George, con una sala de comunicaciones en el ático. La casa se mantiene, pero se ha modificado sustancialmente desde que los McKenzies vivieronn allí.
Los McKenzies tuvo una hija, que nació muerta, en 1926. A veces invitaban a los dos hijos del único hermano de Violeta, Walter Reginald Wallace, de Melbourne. De acuerdo con el Directorio Sands estos chicos, Merton Reginald Wallace y Lindsay Gordon Wallace, más tarde operarían su propia tienda de radio en Prahran, Melbourne.

## Primeros trabajos e intereses

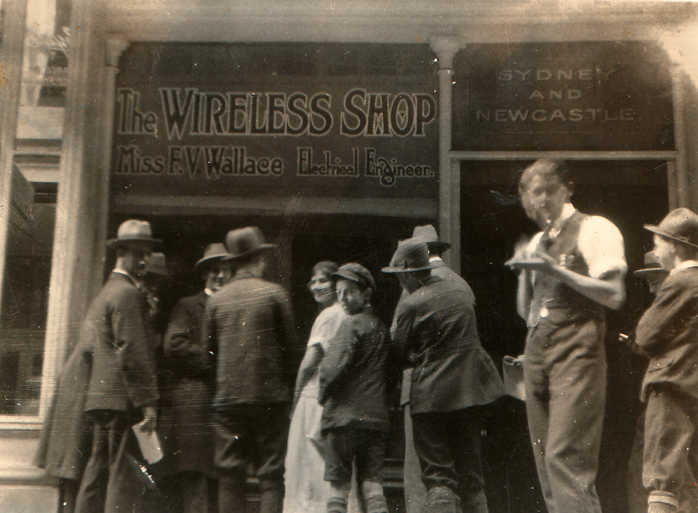
The Wireless Shop
Miss F.V. Wallace, ingeniera eléctrica

Violeta enseñó matemáticas en Armadale, antes de decidirse en tomar un curso de ingeniería eléctrica. A lo largo de sus estudios, trabajó como contratista eléctricista, realizando instalaciones de electricidad en casas particulares, tales como la de político Archdale Parkhill en Mosman, y en fábricas y locales comerciales. Era una entusiasta radioaficionada, siendo la primera mujer con licencia en su país. En 1922 la señorita Wallace abrió "Wireless Shop", después de adquirir la totalidad de las existencias del dueño anterior - denominándola como "la tienda más antigua de radio de la ciudad" - en el Royal Arcade (que iba desde la calle George a través de Pitt Street -sustituido en el 1970 por el hotel Hilton). McKenzie dijo más tarde que los escolares que visitaban su tienda fueron quienes la introdujeron al código Morse. La primera revista semanal de radio de Australia fue concebida en la tienda, por la señorita Wallace y tres cofundadores. "El Semanal inalámbrico" ("The Wireless Weekly") se convirtió en la revista mensual "Radio & Hobbies", más tarde "Radio, Television & Hobbies", y finalmente "Electronics Australia", y se mantuvo en circulación hasta 2001.

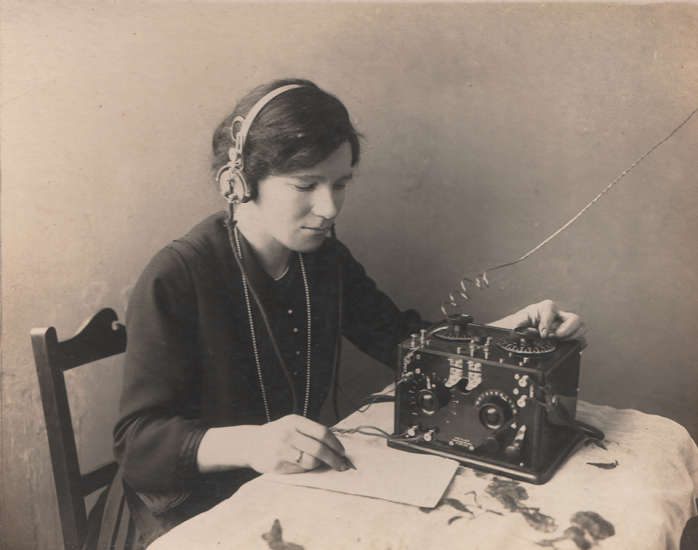
McKenzie operando la radio c. 1922

En 1924, McKenzie se convirtió en el único miembro femenino del Wireless Institute of Australia. Ese mismo año viajó a los Estados Unidos por razones de negocios, y en San Francisco fue recibida en la radio 6KGO:. 'Señorita Wallace, una ingeniera eléctrica de Australia, ahora va a hablar desde el estudio '. Según los informes, utilizó su tiempo en el aire para comentar sobre la diferencia entre los sistemas de tranvía de San Francisco y los de Sídney. En 1931 ella menciona que ella procuró mejorar la televisión a través del uso de la química:

"Tengo una pronunciada inclinación para trabajar con la televisión y dedico la mayor parte de mi tiempo libre en experimentar esa rama de la ciencia. Tengo una convicción profundamente arraigada de que la química va a proporcionar la solución y estoy trabajando en ese sentido ".

Los McKenzies también eran aficionados a los peces tropicales y tenían un enorme estanque de peces en el patio delantero. Violet comenzó a teorizar acerca de la posibilidad de utilizar electricidad para calentar el agua y albergar peces tropicales a principios de la década de 1920, y mantuvo charlas en la radio 2FC sobre este tema en los días en que trabajaba en instalaciones eléctricas. En enero de 1933 la revista americana Aquariana publicó un artículo escrito por McKenzie relativa a "algunos habitantes interesantes de la costa de Sydney", en la que recomienda mantener caballitos de mar en un tanque de agua salada.